# Mark Blyth

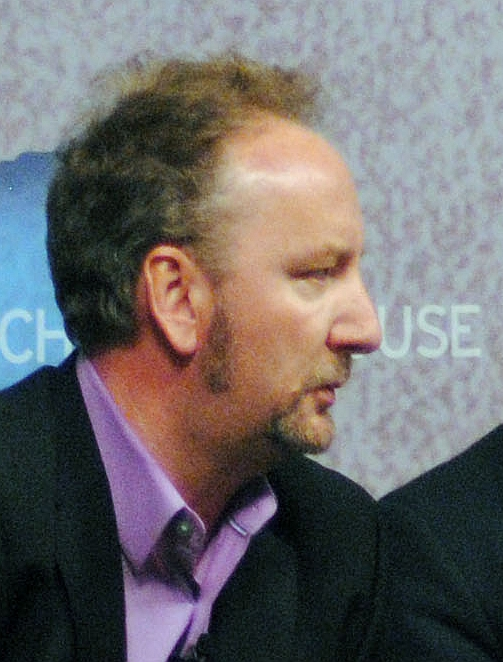
Mark Blyth (2013)

Mark McGann Blyth (* 29. September 1967) ist ein schottischer Politikwissenschaftler. Er ist Professor für International Political Economy am Department of Political Science der Brown University. Einer breiten Öffentlichkeit wurde er durch sein Werk Austerity. The History of a Dangerous Idea (2013) bekannt, das von der Financial Times zum Best Book of 2013 gewählt wurde.

## Leben
Blyth wuchs in Dundee, Schottland in armen Verhältnissen als Halbwaise bei seiner Großmutter auf. Er promovierte 1999 im Fach Politikwissenschaft an der Columbia University und unterrichtete in den Jahren 1997–2009 an der Johns Hopkins University. Er beschreibt sich selbst als „ein Kind des [britischen] Sozialstaats“, der es ihm erlaubt habe, „zu studieren und Professor an einer Ivy-League-Universität der USA zu werden“.

## Werk
Blyth befasst sich primär mit „der Ideengeschichte und ihren Auswirkungen auf das politische Handeln“. Sein Bestseller Austerity. The History of a Dangerous Idea (Oxford University Press, 2013) befasst sich mit den Ursachen für die europäische Finanzkrise, indem er sich kritisch mit der Sparpolitik als vermeintlichem Mittel zur Krisenbewältigung auseinandersetzt. Unter dem Titel Wie Europa sich kaputtspart: Die gescheiterte Idee der Austeritätspolitik erschien das Buch 2014 auch in deutscher Sprache und wurde ausgezeichnet mit dem Hans-Matthöfer-Preis für Wirtschaftspublizistik.
In seiner Rezension urteilt Wolfgang Streeck: „Mark Blyth has brilliantly shown that Austerity does not work. However, he has failed to consider the possibility that expansion may not work either.“

## Werke (Auswahl)
- Great Transformations: Economic Ideas and Institutional Change in the Twentieth Century. Cambridge University Press, New York 2002.
- Austerity. The History of a Dangerous Idea. Oxford University Press, Oxford 2013.